# Макарцева, Анастасия Ивановна
Анастасия Ивановна Макарцева (1926—1986) — советский бригадир, передовик производства в сельскохозяйственном производстве. Герой Социалистического Труда (1976).

## Биография
Родилась 15 июля 1926 года в городе Люберцах Московской области. окончила семь классов, во время Великой Отечественной войны осталась без родителей.
С 1942 года работала сначала в лаборатории и позже в основном цеху — фрезеровщиком на Люберецком заводе имени А. В. Ухтомского, производила для фронта корпуса мин. После окончания войны работала многостаночницей — обслуживая по несколько станков сразу, доведя общее количество до семи станков — фрезерных, токарных и сверлильных. В 1960 году «за достижения в труде» А. И. Макарцева Указом Президиума Верховного Совета СССР была награждена Орденом Ленина.
На протяжении многих лет А. И. Макарцева руководила бригадой из четырнадцати человек, которая добилась высоких показателей и стала бригадой «Коммунистического труда».
14 марта 1976 года Указом Президиума Верховного Совета СССР «за выдающиеся трудовые успехи достигнутые в выполнении заданий 9-й пятилетки, перевыполнении социалистических обязательств и выпуске продукции отличного качества» Анастасия Ивановна Макарцева была удостоена звания Героя Социалистического Труда с вручением Ордена Ленина и золотой медали «Серп и Молот».
В 1976 году избиралась делегатом XXV съезда КПСС.
Жила в городе Люберцы, умерла 9 мая 1986 года, похоронена на Старом кладбище.

## Награды
- Медаль «Серп и Молот» (4.03.1976)
- Два Ордена Ленина (1960, 1976)